# Roselle (New Jersey)
Roselle è un comune degli Stati Uniti d'America, nella Contea di Union, nello Stato del New Jersey.
Il 19 gennaio 1883 entrò in funzione il primo sistema di illuminazione elettrica al mondo che utilizzava cavi sospesi. Fu costruito da Thomas Edison per dimostrare che un'intera comunità poteva essere illuminata dall'elettricità. Questo successo incoraggiò l'installazione di illuminazione elettrica in numerosi altri villaggi e città.

## Società

### Evoluzione demografica
Abitanti censiti